# (257) Силезия
(257) Силезия (нем. Silesia) — крупный астероид главного пояса, который был открыт 5 апреля 1886 года австрийским астрономом Иоганном Пализой в обсерватории города Вены и назван в честь исторической области в Центральной Европе.

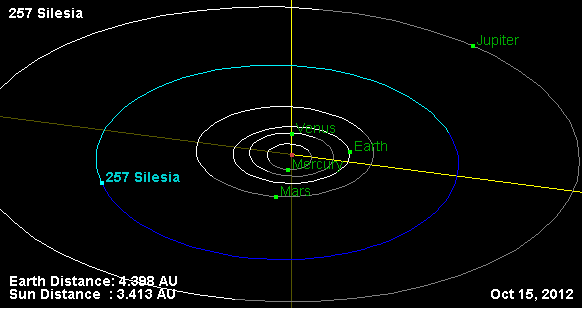
Орбита астероида Силезия и его положение в Солнечной системе